# Hardware: Rivals
Hardware: Rivals — многопользовательская видеоигра в жанре гонки на выживание, разработанная эксклюзивно для PlayStation 4. Является преемником игры 2002 года Hardware: Online Arena на PlayStation 2.

## Игровой процесс
На выбор доступны танки и легковые машины (FAV), первичное оружие имеет бесконечный боезапас, в то время как дополнительные типы вооружения, такие как лазеры, рельсотроны и ракеты доступны в виде предметов, присутствующих непосредственно на карте.

## Разработка
Впервые игра была анонсирована 10 сентября 2015 и разрабатывалась SCE Connected Content Group, располагающейся в Лондоне.
Публичная бета проходила с 30 сентября 2015 по 19 октября 2015 эксклюзивно для подписчиков PlayStation Plus. Когда функция «События Playstation» была выпущена как часть обновления системного ПО PS4 версии 3.00, бета версия Hardware: Rivals была одним из первых приложений с внутриигровыми событиями, такими как «4 Wheels Only», в специальном событии «Только FAV». Игра была выпущена 5 января 2016, бесплатно для подписчиков PS Plus.

## Релиз
| Сводный рейтинг | Сводный рейтинг |
| Агрегатор       | Оценка          |
| --------------- | --------------- |
| GameRankings    | 52,00 %         |

Игра получила оценку 54 на Metacritic, 5.5 из 10 на IGN.